# Ygapema
Ygapema is een kevergeslacht uit de familie van de boktorren (Cerambycidae). De wetenschappelijke naam van het geslacht werd voor het eerst geldig gepubliceerd in 2011 door Martins & Galileo.

## Soorten
Ygapema omvat de volgende soorten:
- Ygapema accentifer (Gounelle, 1910)
- Ygapema arixi (Martins & Galileo, 2005)
- Ygapema boliviana (Belon, 1899)
- Ygapema clavata (Chevrolat, 1862)
- Ygapema delicata (Gounelle, 1911)
- Ygapema errata (Martins & Galileo, 2008)
- Ygapema michelleae Schmid, 2011
- Ygapema muelleri (Fuchs, 1955)
- Ygapema plaumanni (Fuchs, 1966)